# Rielo San Antonio
Ne doit pas être confondu avec rio de Sant'Antonin.

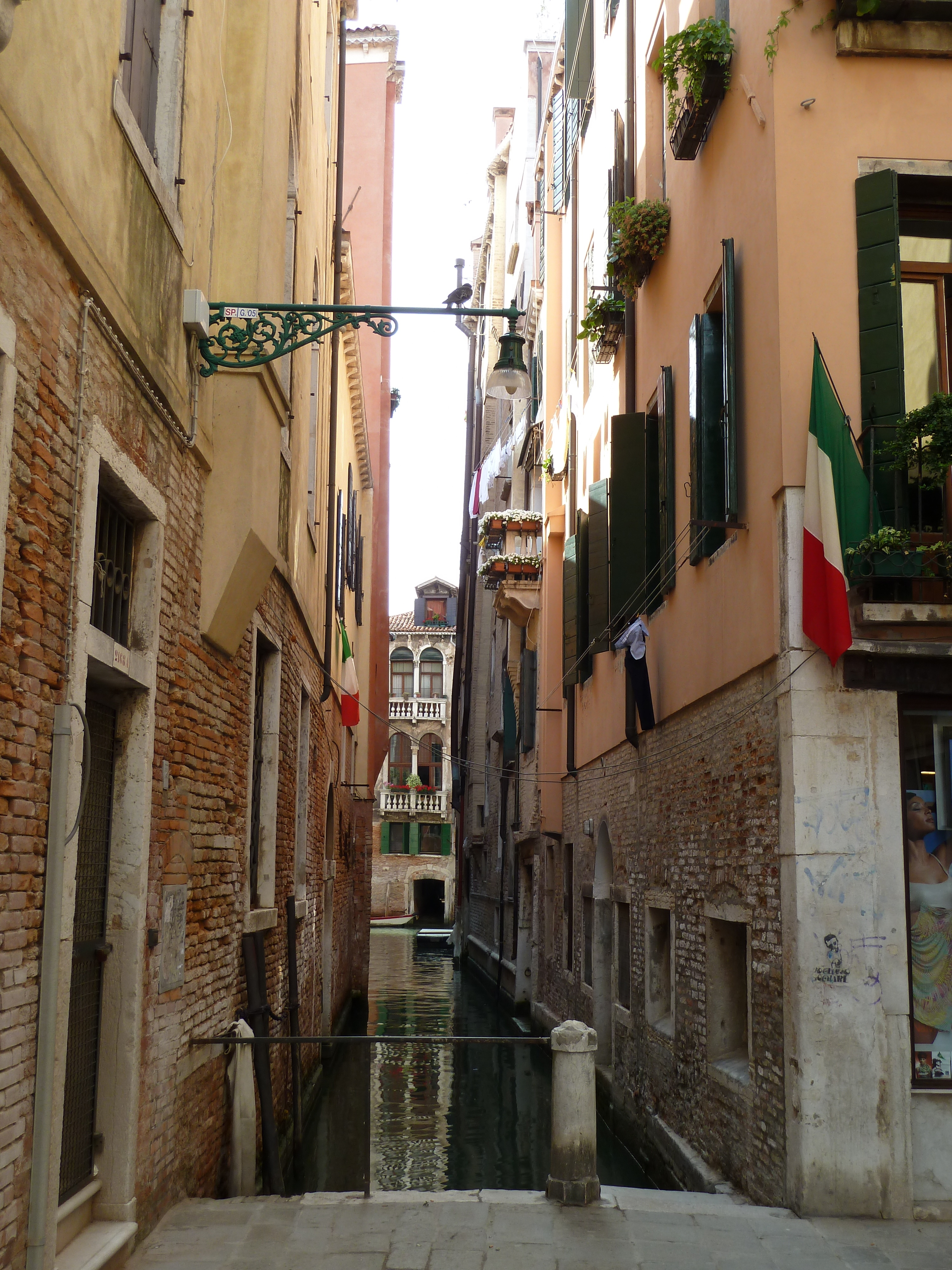
Le rielo Ca'Bernardo

Le rielo di San Antonio (petit canal Saint-Antoine) ou rielo de Ca'Bernardo est un canal de Venise dans le sestiere de San Polo.

## Description
Le rielo de San Antonio a une longueur de moins de 100 mètres. Il part du Rio de San Polo vers le sud-est jusqu'au campo San Polo. Jadis, ce rielo poursuivait son chemin jusqu'au rielo de le Erbe, mais il fut en grande partie enterré au cours du XVIIIe siècle.

## Origine

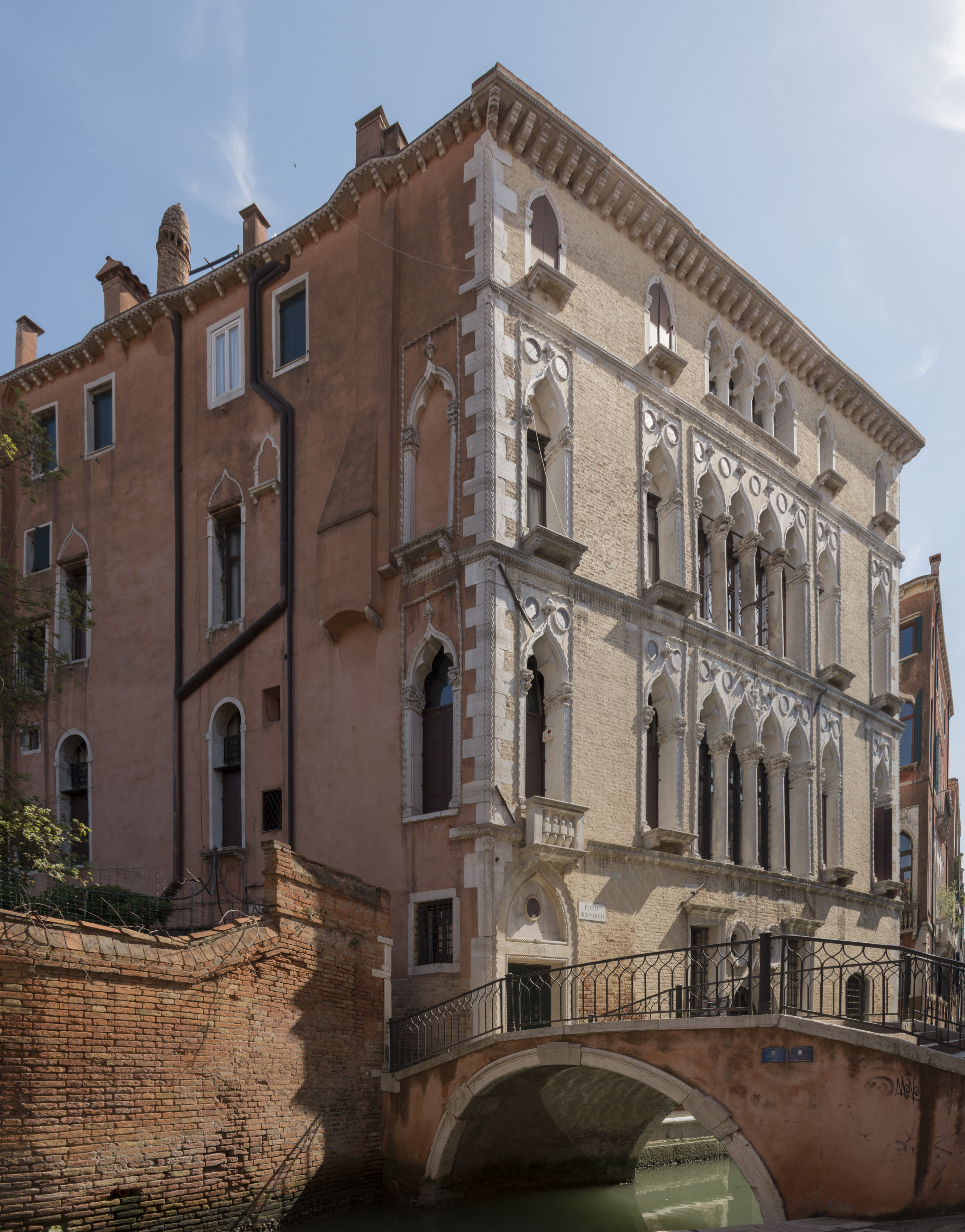
La Ca'Bernardo

Le rio doit son nom à la bâtisse Ca' Bernardo du XIVe siècle qu'il longe.

## Situation
Le rio longe:
- la Ca' Sora ;
- la Ca' Bernardo.